# Strongoli Marina
Strongoli Marina è una frazione del comune di Strongoli, in provincia di Crotone.

## Attività turistiche
Grazie alla sua posizione, Strongoli Marina è un centro ben frequentato durante l'estate, come meta di turismo balneare.

## Infrastrutture e trasporti
Il centro abitato è lambito dalla SS 106 e dalla Ferrovia Ionica, che le garantisce il collegamento con i centri limitrofi e con il resto della costa Ionica. 